# Gloeopycnis
Gloeopycnis is een monotypisch geslacht van schimmels behorend tot de familie Phacidiaceae. De typesoort is Gloeopycnis protuberans.